# Maasdonk

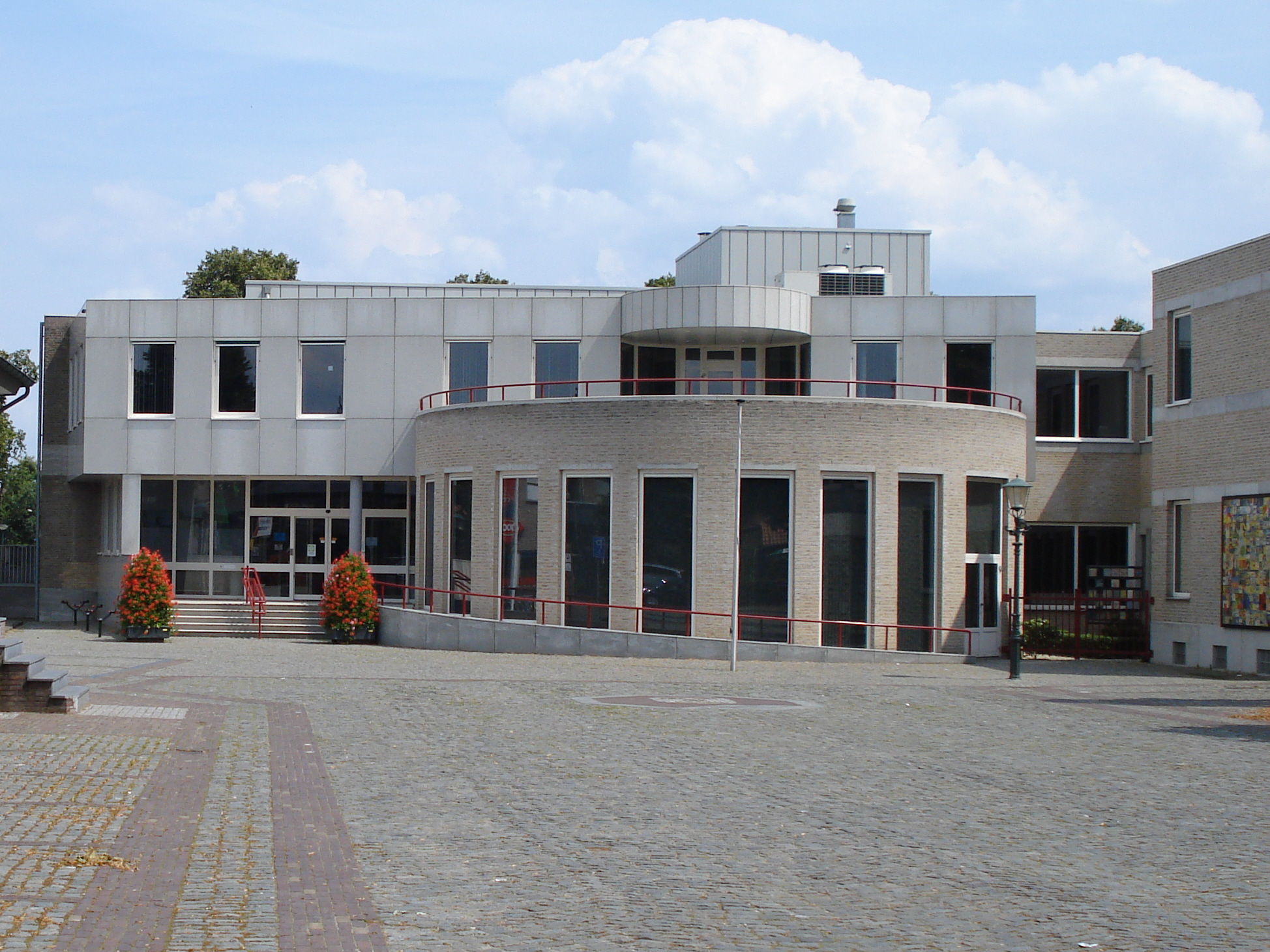
Maasdonk, la mairie à Geffen.

Maasdonk est une ancienne commune des Pays-Bas de la province du Brabant-Septentrional.

## Localités
- Geffen
- Nuland
- Vinkel

La commune a été créée 1er janvier 1993 lors du regroupement des communes du Brabant-Septentrional, par la fusion de Geffen et de Nuland. Elle a été partagée le 1er janvier 2015 : Geffen a rejoint la commune d'Oss et Nuland et Vinkel celle de Bois-le-Duc.

## Le nom
Les villages de Geffen et Nuland se trouvent sur une ligne de dunes de sable fluvial entre des terres argileuses inondables de la Meuse.
Un donk est une dune de sable fluvial dans une région marécageuse. Ainsi le nom de la nouvelle commune Maasdonk, une fois proposé, a été trouvé tout à fait approprié.
Les armoiries s'expliquent par le nom : le donk est représenté héraldiquement par une colline basse. Les roses de la Meuse sont le symbole de l'ancien Maasland. Il y en a trois pour les trois villages.

## Nombre d'habitants
Par localité, au 1er janvier 2006
| Nom                       | Habitants |
| ------------------------- | --------- |
| Geffen                    | 4 520     |
| Nuland                    | 4 457     |
| Vinkel                    | 2 306     |
| Total commune de Maasdonk | 11 283    |